# Constantine Manos
Constantine „Costa“ Manos (12. října 1934 – 3. ledna 2025) byl americký fotograf řeckého původu známý svými snímky Bostonu a Řecka. Jeho práce byla publikována v časopisech Esquire, Life a Look. Byl členem fotografické společnosti Magnum Photos.

## Život
Constantine Manos se narodil v Columbii v Jižní Karolíně 12. října 1934 jako syn řeckých přistěhovalců. Zemřel 3. ledna 2025 ve věku 90 let.

## Kariéra
Manos poprvé začal fotografovat na střední škole, když nastoupil do školního fotografického klubu. Během několika let pracoval profesionálně jako fotograf. V devatenácti letech byl Manos najat jako oficiální fotograf pro Bostonský symfonický orchestr v Tanglewoodu. Jeho fotografie orchestru vyvrcholily v roce 1961 jeho prvním publikovaným dílem Portrait of a Symphony (Portrét symfonie).
Manos vystudoval University of South Carolina v roce 1955, obor anglická literatura. Sloužil v armádě a poté se přestěhoval do New Yorku, kde pracoval pro různé časopisy. V letech 1961 až 1964 žil v Řecku, kde fotografoval lidi a krajiny. Tato práce vyústila v dílo A Greek Portfolio, vydané v roce 1972, a které získalo ocenění na Arles a na knižním veletrhu v Lipsku. V roce 1963 se Manos připojil k Magnum Photos a v roce 1965 se stal řádným členem.
Po jeho čase v Řecku, Manos žil v Bostonu. V roce 1974 ho město najalo, aby vytvořil fotografie pro výstavu Where's Boston?, na počest 200. výročí Bostonu. Fotografie z této výstavy byly zveřejněny v knize Bostonians: Photographs from Where's Boston? Manos také pracoval na projektech pro Time-Life Books.
V roce 1995 vyšla kniha American Color, která obsahovala Manosovy fotografie současných Američanů. A Greek Portfolio (Řecké portfolio) bylo znovu vydáno v roce 1999, po němž následovala velká výstava jeho prací v muzeu Benaki v Aténách. V roce 2003 byl Manos oceněn medailí Leica Medal of Excellence za své fotografie z cyklu American Color.
Manos pokračoval ve fotografování fotoaparáty Leica a pracoval na materiálu pro druhou kolekci American Color.

## Sbírky
- Muzeum moderního umění, New York, USA
- Institut umění v Chicagu, Chicago, USA
- Muzeum výtvarného umění, Boston, USA
- George Eastman House, Rochester, USA
- Umělecké muzeum Highových, Atlanta, USA
- Francouzská národní knihovna, Paříž, Francie
- Muzeum umění Houston, Houston, USA
- Chrysler Museum, Norfolk, USA
- Southeast Museum of Photography, Daytona Beach, USA
- Muzeum Benaki, Atény, Řecko
- Magnum Photos Collections, Harry Ransom Center, Texaská univerzita v Austinu, USA